# Nurmijärvi
Nurmijärvi és la més poblada de les municipalitats rurals de Finlàndia situada a 37 km al nord de Hèlsinki. El poble més gran del municipi és Klaukkala amb 18.000 habitants.
Nurmijärvi literalment significa "llac de gespa" malgrat que aquest llac va ser assecat a principis del segle xx.
Nurmijärvi és on va néixer l'escriptor, Aleksis Kivi (1834–1872).